# Santa Rosa Xtampak

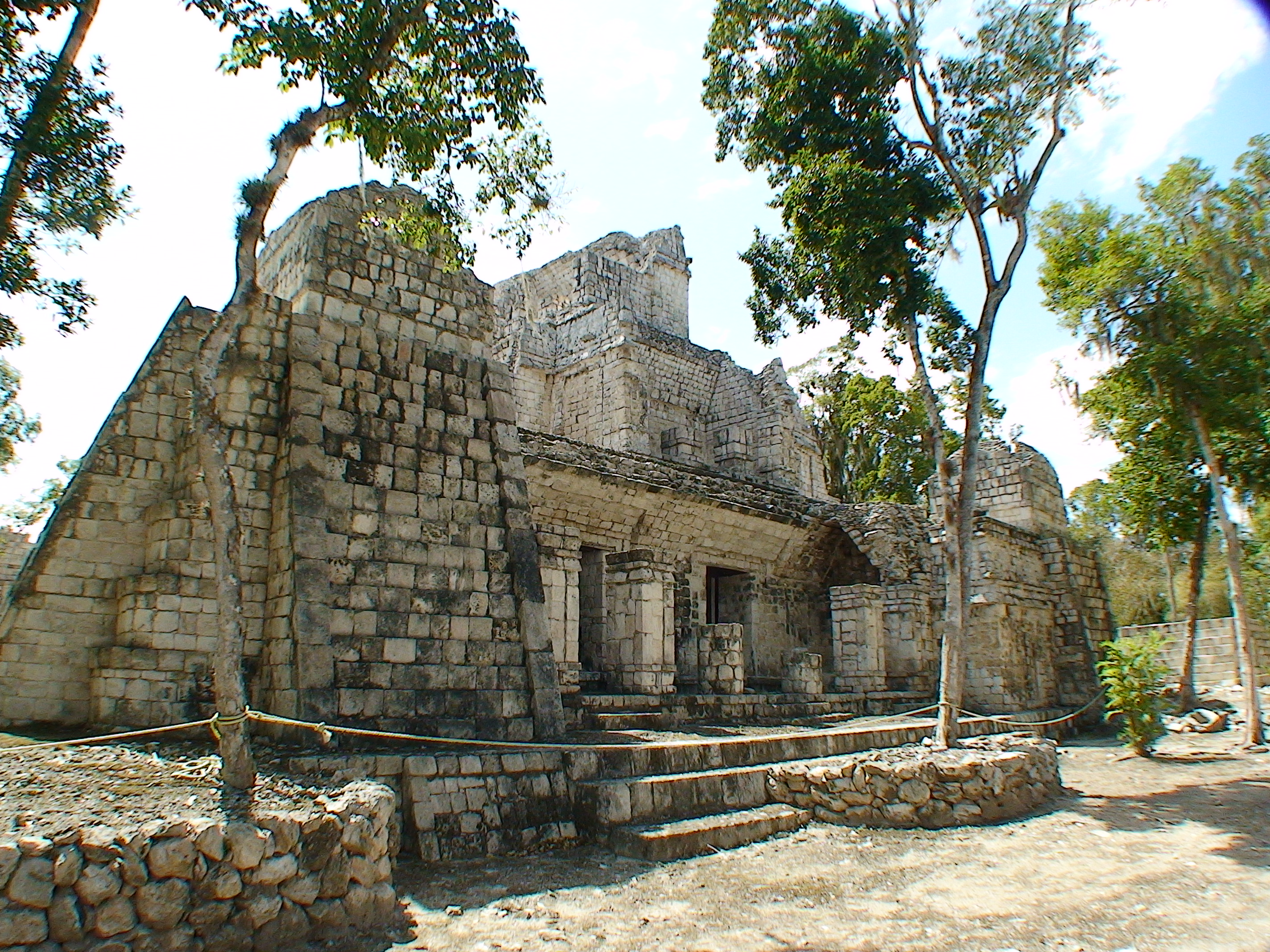
Palast, Rückseite

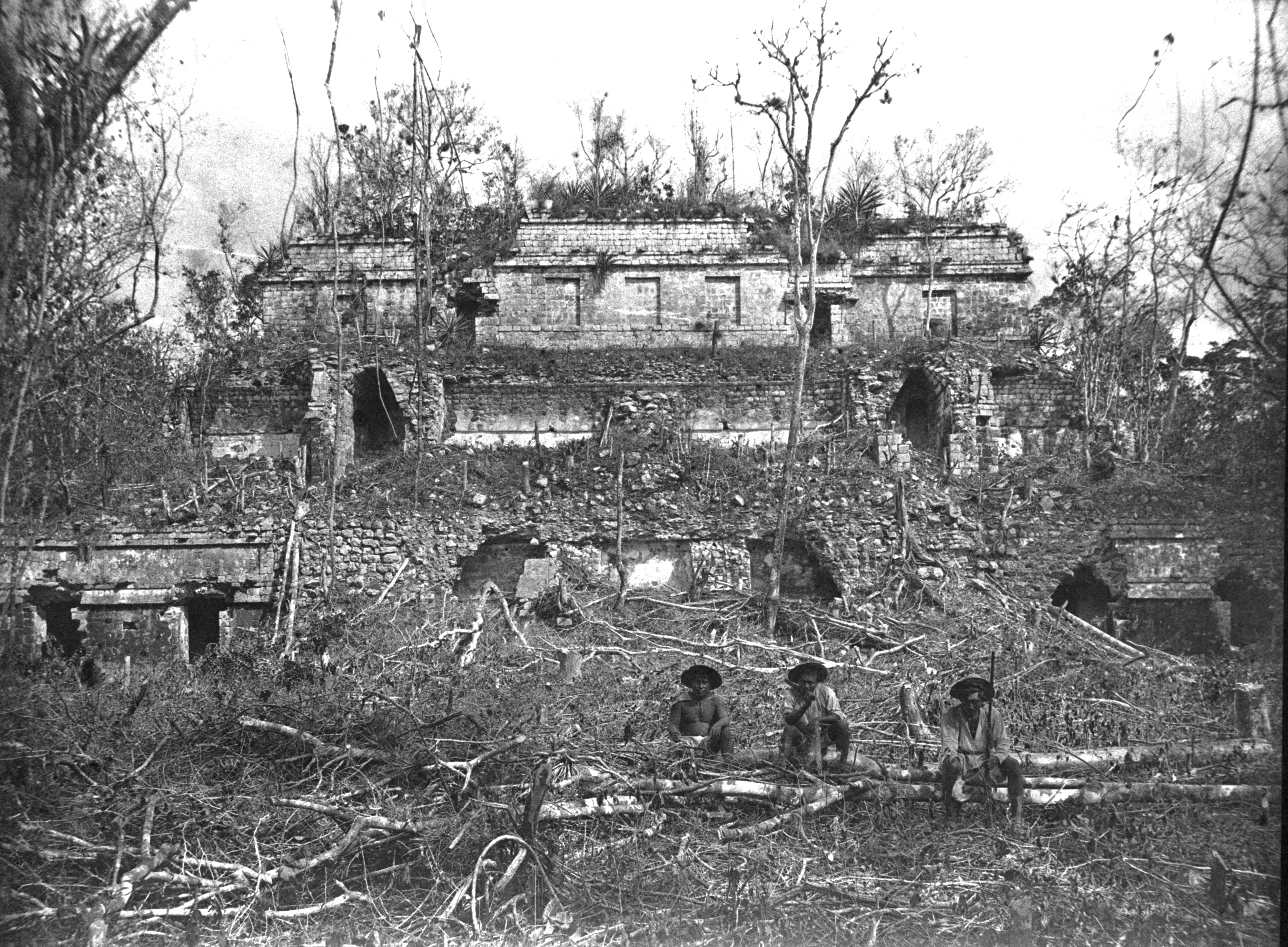
Palast, Rückseite, Foto von Teobert Maler 1891

Santa Rosa Xtampak ist eine bedeutende Ruinenstätte der Maya in Mexiko auf der Halbinsel Yucatán im Bundesstaat Campeche. Der Ruinenort liegt 26 Kilometer östlich von Hopelchén nahe der Grenze zum Bundesstaat Yucatán. In Santa Rosa Xtampak begegnen sich der Puuc-Stil und der Chenes-Stil der Maya-Architektur. Der Ort liegt auf der höchsten Erhebung eines Hügelzuges, der eine Savanne im Süden begrenzt.

## Forschungsgeschichte

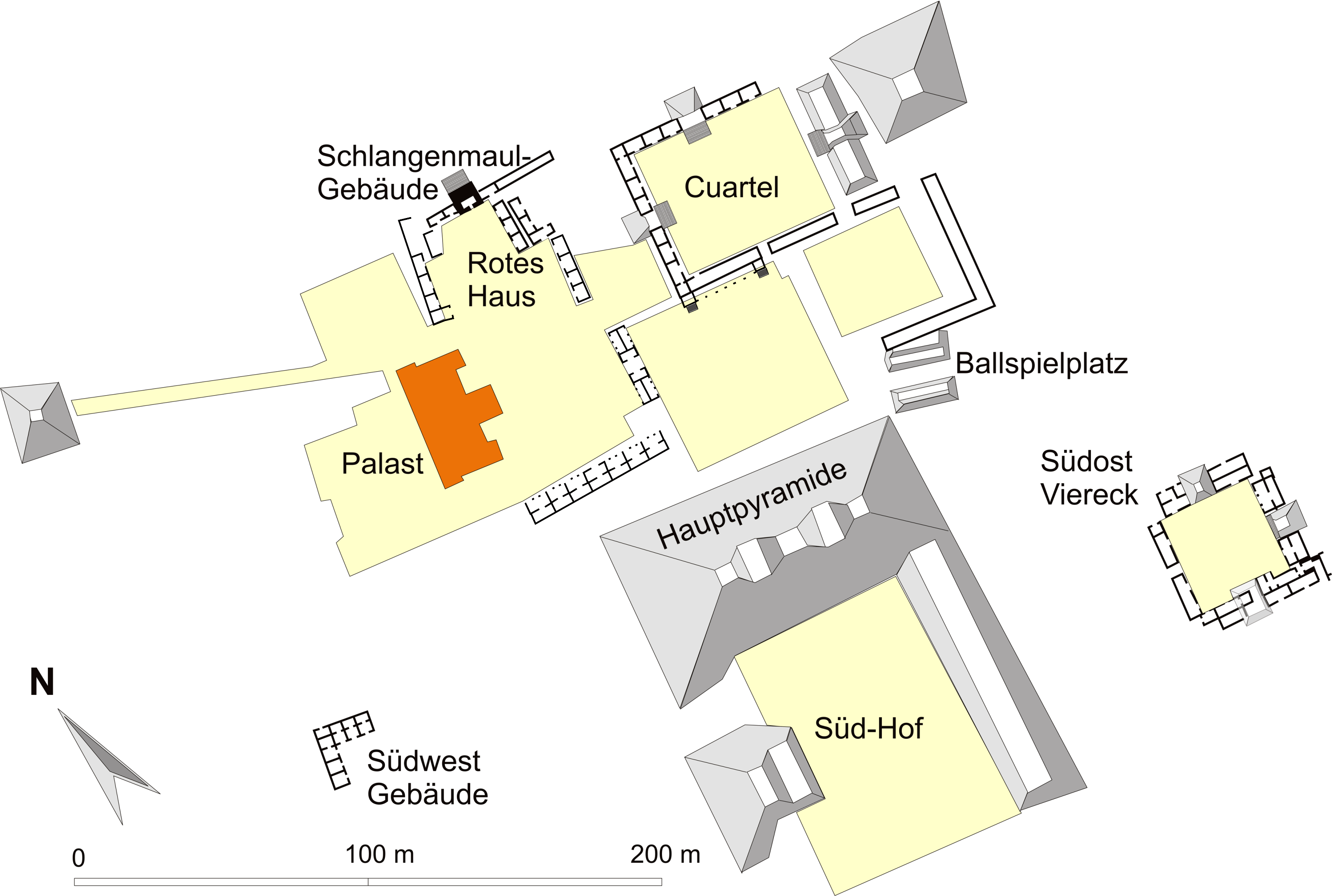
Plan von Sta. Rosa Xtampak (nur die wichtigsten Ruinenteile sind eingetragen)

Die ersten modernen Besucher waren 1841 John Lloyd Stephens begleitet von Frederick Catherwood. Wegen der Entvölkerung durch den Kastenkrieg waren spätere Besuche erheblich erschwert und so gelang es Teobert Maler erst im dritten Anlauf 1891 zu den Ruinen vorzudringen. Der nächste ausführliche Forschungsaufenthalt von Harry E. D. Pollock fand 1936 statt. Er veröffentlichte auch die erste Vermessung des Fundortes durch George W. Brainerd, Karl Ruppert und Lawrence Roys aus dem Jahr 1949. Der dreistöckige Palast übte seither große Attraktivität auf Forscher aus.
Seit Mitte der 1990er Jahre dauern Grabungen und Restaurierungen an, die zunächst unter Leitung von Antonio Benavides Castillo standen und dann von Renée Lorelei Zapata fortgesetzt wurden.

## Bauten
Die Überreste der Bauten von Santa Rosa Xtampak nehmen ungefähr einen kreisrunden Raum von nahezu 800 m Durchmesser auf der Kuppe des Hügels ein, der Palast und die größte Pyramide liegen nahe dem Zentrum. Es dominieren lang gestreckte Gebäude mit einer einfachen oder doppelten Reihe von Räumen, die rechteckige Plätze einrahmen. Andere Plätze insbesondere im Südosten des Ortes werden durch hohe Pyramiden definiert. Der dreistöckige Palast bildet sowohl von seinem Grundriss wie von der Lage in der Mitte eines Platzes eine Ausnahme.

### Der dreistöckige Palast

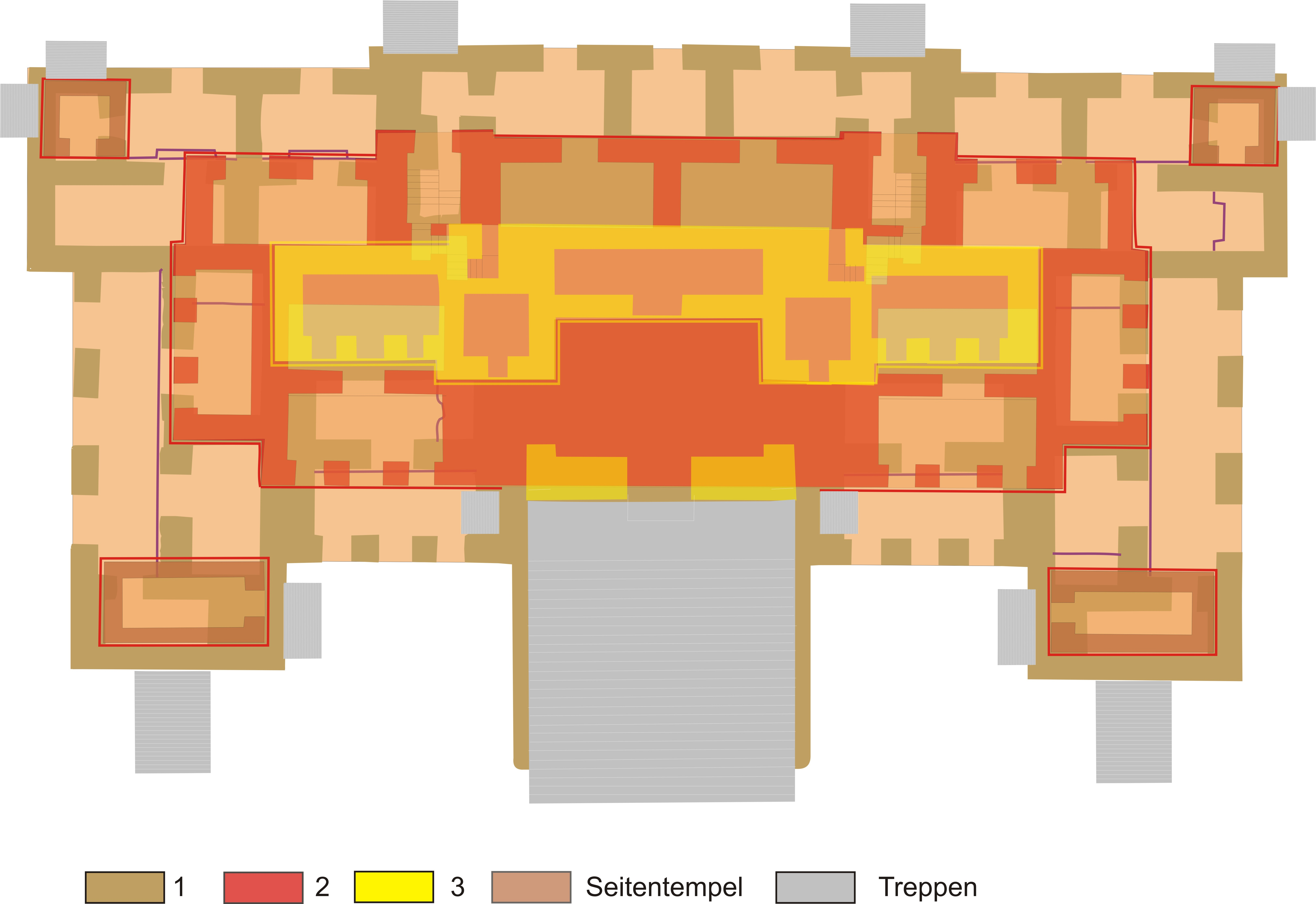
Plan des Palastes

Auf seinen drei Stockwerken verfügt der Palast über 44 Räume. Anders als die gleich großen oder größeren Paläste im Puuc-Gebiet ist er aber nicht das Ergebnis einer längeren baulichen Entwicklung, sondern wurde nach einem raffinierten Plan in einem Schritt errichtet. Allein die Zahl und Anordnung der Treppen macht die präzise Planung deutlich. Die Schauseite des Palastes ist nach Osten gerichtet. Auf dieser Seite führt eine monumentale Treppe zum dritten Niveau und landet vor einem gewaltigen Schlangenmauleingang.
Zu kleinen Seitentempels auf dem zweiten Niveau führen jeweils einzelne Treppen hinauf. Alle anderen mindestens zehn Außentreppen sind nicht funktional, sondern weisen die Steilheit und die Vorwärtsneigung der Treppenstufen auf, die für den Chenes-Stil, aber noch ausgeprägter den Rio-Bec-Stil kennzeichnend sind. Auf diesen Stil verweisen auch die beiden von der Westseite zugänglichen rechteckig gewinkelten Innentreppen, die genau spiegelbildlich zueinander auf das zweite und dritte Niveau führen. Wie bei Maya-Bauten aus statischen Gründen erforderlich, springen die Stockwerke von unten nach oben jeweils um eine Raumbreite zurück.

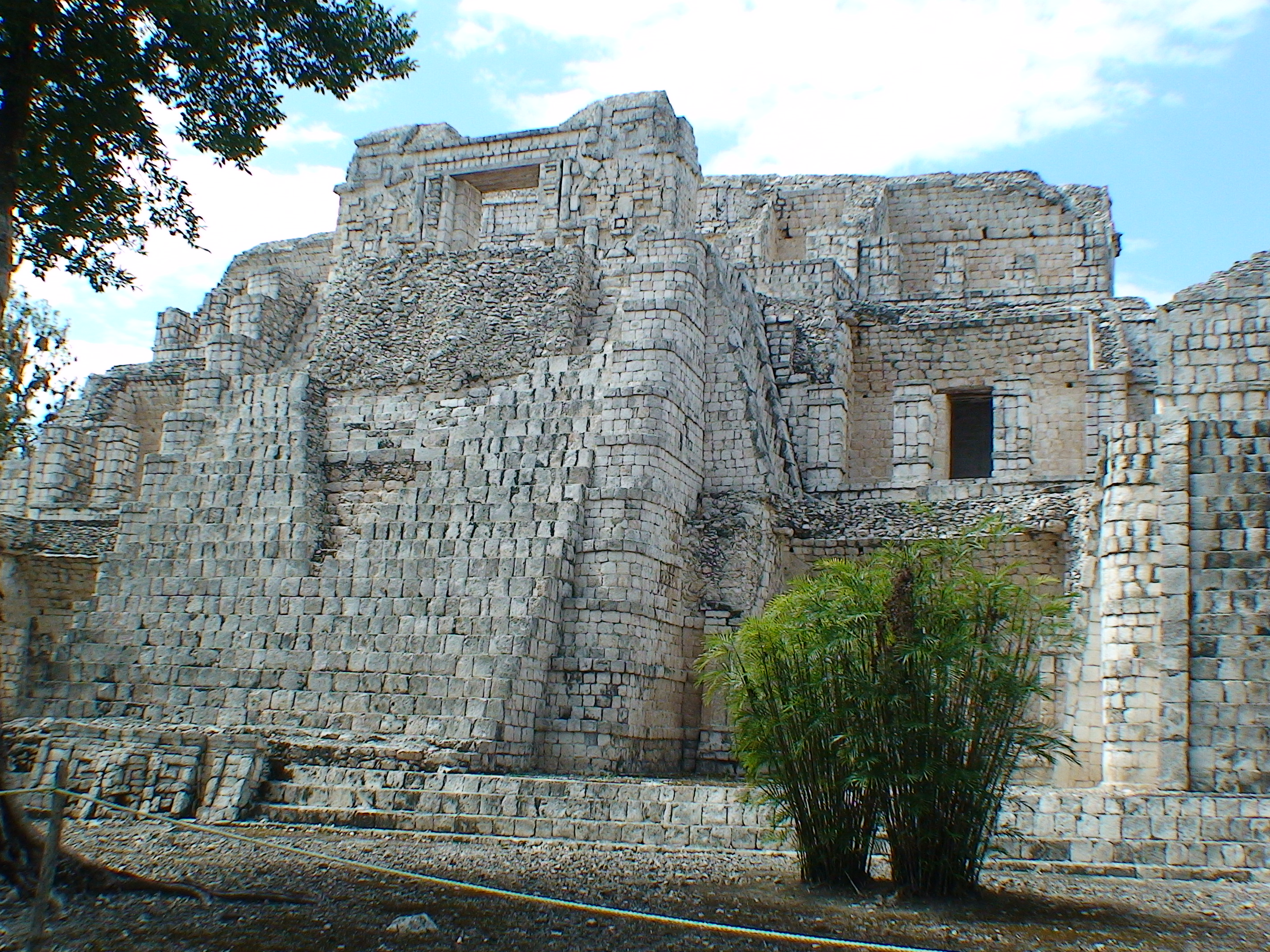
Front des Palastes

Die Struktur des Gebäudes ist vorzüglich durchdacht. Auf der Schauseite, der Ostseite, wiederholen sich die Räume zu beiden Seiten der Monumentaltreppe weitgehend identisch auf allen drei Stockwerken. Es handelt sich um Räume mit einem durch gemauerte Pfeiler dreigeteilten Eingang. Insgesamt nimmt dieser Eingang beinahe die gesamte Länge des Raumes ein, sodass dieser gänzlich dem Einblick von außen geöffnet war und deshalb zu Wohnzwecken ungeeignet war. Dies war sicherlich auch so beabsichtigt, weshalb diese Räume zu Repräsentationszwecken für die lokalen Herrscher gedient haben dürften. Die Räume auf dem ersten und zweiten Niveau besaßen jeweils einen dahinter liegenden Raum, auf dem dritten Niveau fehlte dafür der Platz.
Auf den Nord- und Südseiten, die spiegelbildlich ausgeführt sind, liegt auf dem untersten Niveau jeweils ein langer Raum mit dreigeteiltem Eingang. Dahinter liegen zwei kleinere Räume nebeneinander. Zwischen ihren Eingängen befindet sich eine breite Mauerscheibe, die in einem etwas eingezogenen Feld ein narratives figürliches Relief zeigte, das seit dem Besuch Pollocks Kunsträubern zum Opfer gefallen ist. Dieses Relief wurde offenbar von einem anderen Gebäude hierher übertragen und eingefügt, wobei die Steine teilweise nicht mehr zusammen passten. Vom vorderen Raum führt eine Seitentür zu einem Raum unterhalb der Seitentempel. Die Architekten von Santa Rosa Xtampak waren sich offenbar der Statik ihrer Bauten so sicher, dass sie die sonst tunlichst vermiedene Überlagerung von Räumen häufig praktizierten. Auf dem höheren Niveau wurde diese Raumanordnung in einfacherer Form wiederholt. Hier ist nur ein Vorderraum mit dreifach gegliedertem Eingang vorhanden.

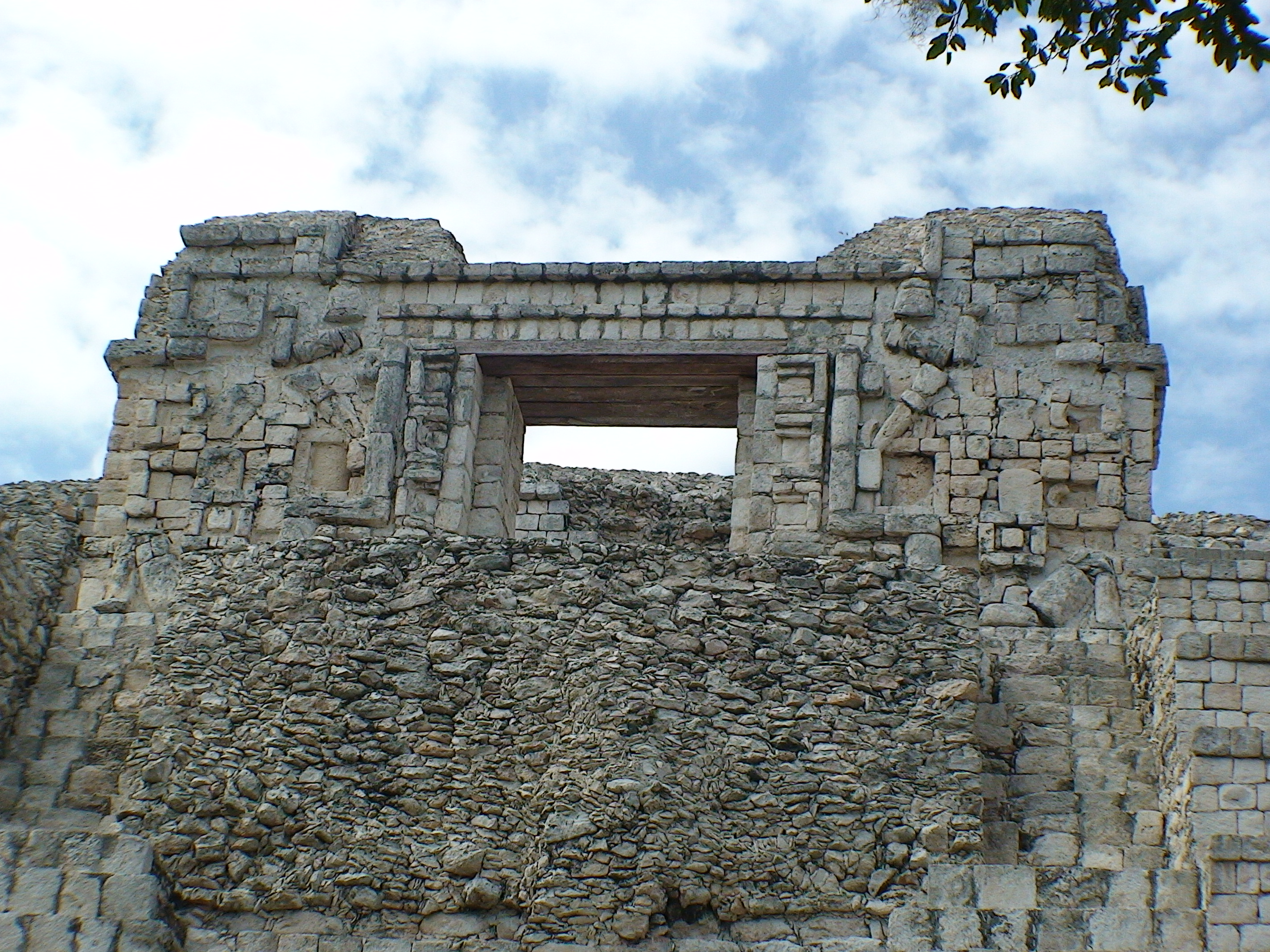
Schlangenmaulportal im dritten Stockwerk

Auf der Rückseite des Palastes findet sich eine Reihe von sieben Eingängen, die in drei Gruppen angeordnet sind: eine mittlere mit drei Eingängen und zwei seitliche mit jeweils zwei Eingängen. Der mittlere Eingang der Mittelgruppe geht nur in einen kleinen Raum und wurde wohl nur der Symmetrie wegen errichtet. Die beiden seitlichen Räume der Mittelgruppe sind besonders interessant. Von ihnen führt ein schmaler Durchgang in einen kleinen quadratischen Raum, von dem durch einen Gang die Innentreppen zu erreichen sind, die in mehreren Windungen auf das erste Niveau führen. Damit liegt die Innentreppe unter der unbesteigbaren Außentreppe und ersetzt sie funktional. Die Treppen münden dort in einer Außentür, die auf einen Absatz führt, der auf dem Dach des unteren Stockwerkes um das ganze Gebäude herumführte (heute teilweise eingestürzt). Es ist bemerkenswert, dass die Ausgänge der Treppe hier und auf dem nächsthöheren Niveau in der Form von kleinen Häuschen gestaltet sind. Von dem Zugang zu diesem Ausgang führt die Treppe zugleich in zwei weiteren Windungen auf das oberste Niveau, wo sie wieder in dem Häuschenausgang mündet. Auch hier kann man auf dem Dach der darunter liegenden Räume um das Gebäude gehen. Die beiden seitlichen Raumgruppen der Westseite haben jeweils einen dahinter liegenden Raum und entsprechen damit dem üblichen Muster. Aber hier führt eine Seitentür des vorderen Raumes in einen kleinen Seitenraum, der genau an der Stelle liegt, wo sich zwei unbesteigbare Treppen im rechten Winkel gegenüberliegen.

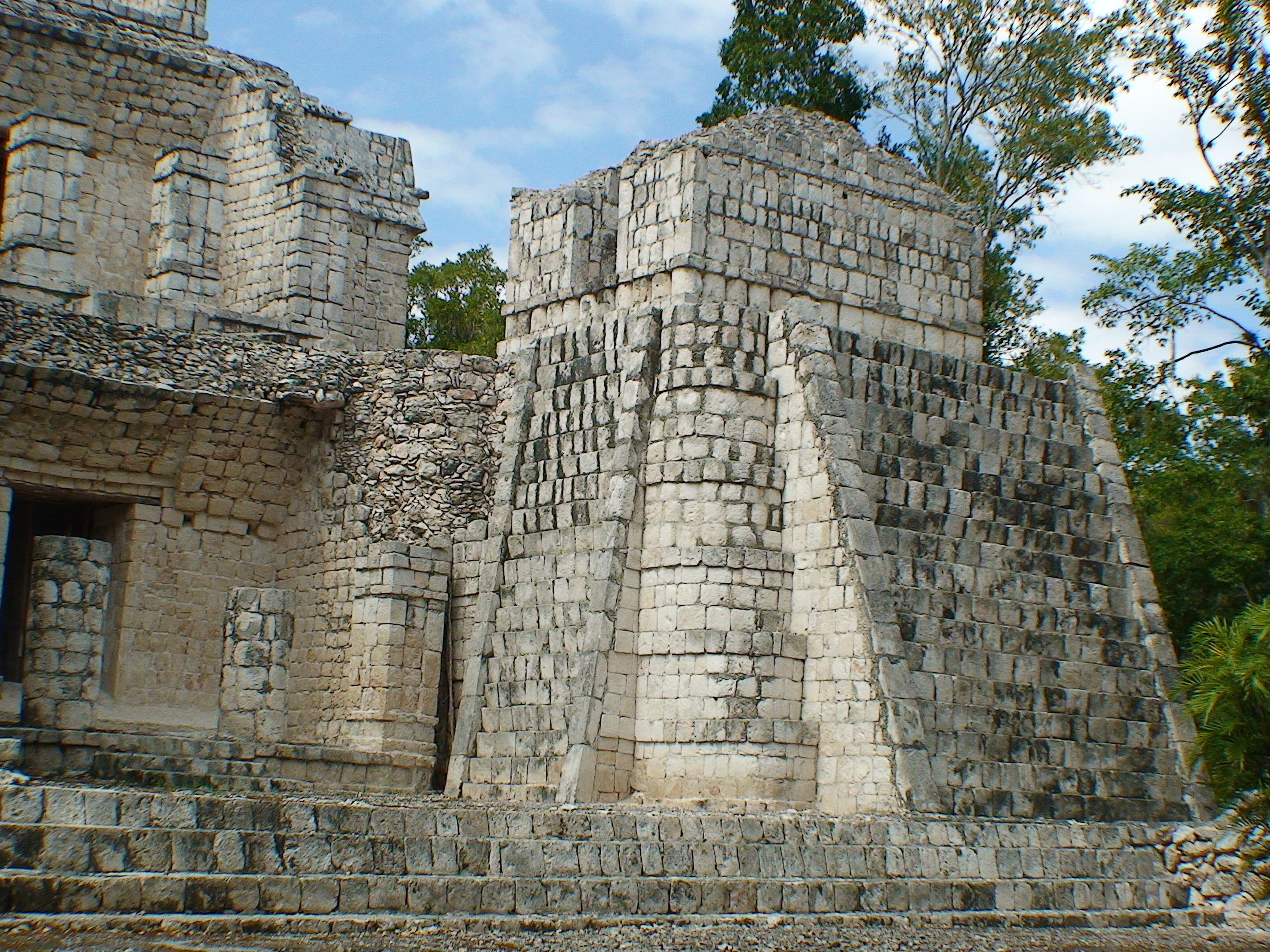
Ecktempel

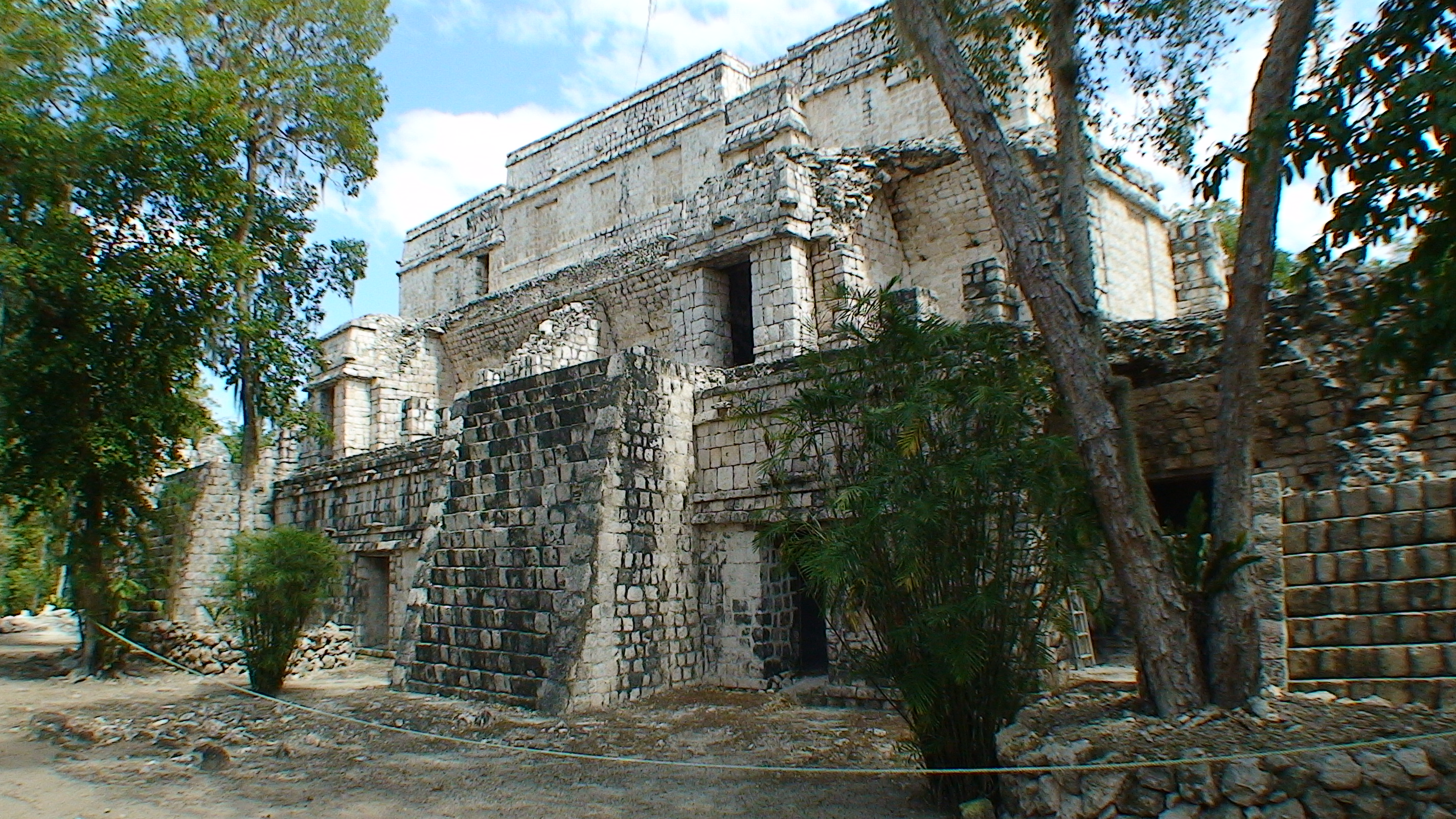
Rückseite des Palastes

An allen vier Ecken des Palastes führten diese unbesteigbaren Treppen zu im zweiten Niveau gelegenen kleinen Tempeln, die unmittelbar über einem darunter liegenden Raum errichtet waren.
Auf dem dritten Niveau ist wegen des Zurückspringens der Stockwerke nur eine einfache Raumkette vorhanden, die aber durch geschickte Raumgliederung Platz für die Innentreppen auf der Rückseite des Gebäudes lassen musste. Die Räume öffnen alle nach der Ostseite: ein großer zentraler Raum, daneben auf beiden Seiten zwei kleine, vorspringende, hinter denen die Innentreppen liegen, und auf den Seiten zwei Räume mit dreifachem Eingang, die den darunter liegenden der Ostfassade entsprechen.
Die Gliederung des dritten Niveaus ist im Maya-Gebiet einzigartig: Vor dem stark zurück springenden mittleren Raum befindet sich ein kleiner Hof, dessen gegenüberliegende Seite von der Rückwand des Schlangenmaulportals gebildet wird, das am oberen Ende der Monumentaltreppe steht. Es führt damit nicht in einen Raum, sondern in einen Hof, und ist damit nur ein Schein-Eingang.
Die Fassaden des Palastes waren einfach gehalten. Ein dreifach gegliederter Sockel, dessen mittleres Element meist glatt ist, nur bei den Seitentempeln aus einem Band von Säulchen bestehend. Die mittlere Wandfläche ist überall undekoriert, wenngleich auf der Rückseite bei größeren Mauerflächen einige zurückspringende Felder symmetrisch angeordnet sind. Die gemauerten Pfeiler entsprechen dem Puuc-Stil. Auch die gemauerten Türbalken erinnern an die frühen Phasen des Puuc-Stils. Das mittlere Gesims weist drei Bänder auf, die alle glatt sind. Die oberen Wandflächen sind leicht nach innen geneigt und ebenfalls glatt. Aus ihnen ragen große Steinzapfen heraus, die einstmals Stuckfiguren getragen haben. Das obere Gesims entspricht immer dem mittleren, wobei allerdings das vorkragende oberste Element hinzugefügt ist. Auch hier finden sich weit vorstehende Steinzapfen. Ob ein Dachkamm vorhanden war, ist nicht mit Sicherheit zu sagen.
Im Inneren des Palastes finden sich in vielen der Räume gemauerte Bänke an den Enden der Räume. Die Innenwände sind glatt, meist noch gut mit Stuck bedeckt. Besonders über den Türen findet sich eine eigenartige Dekoration: ein einem Sägezahn ähnelndes Band, ganz in Stuck modelliert.

### Das Gebäude mit dem Schlangenmaulportal

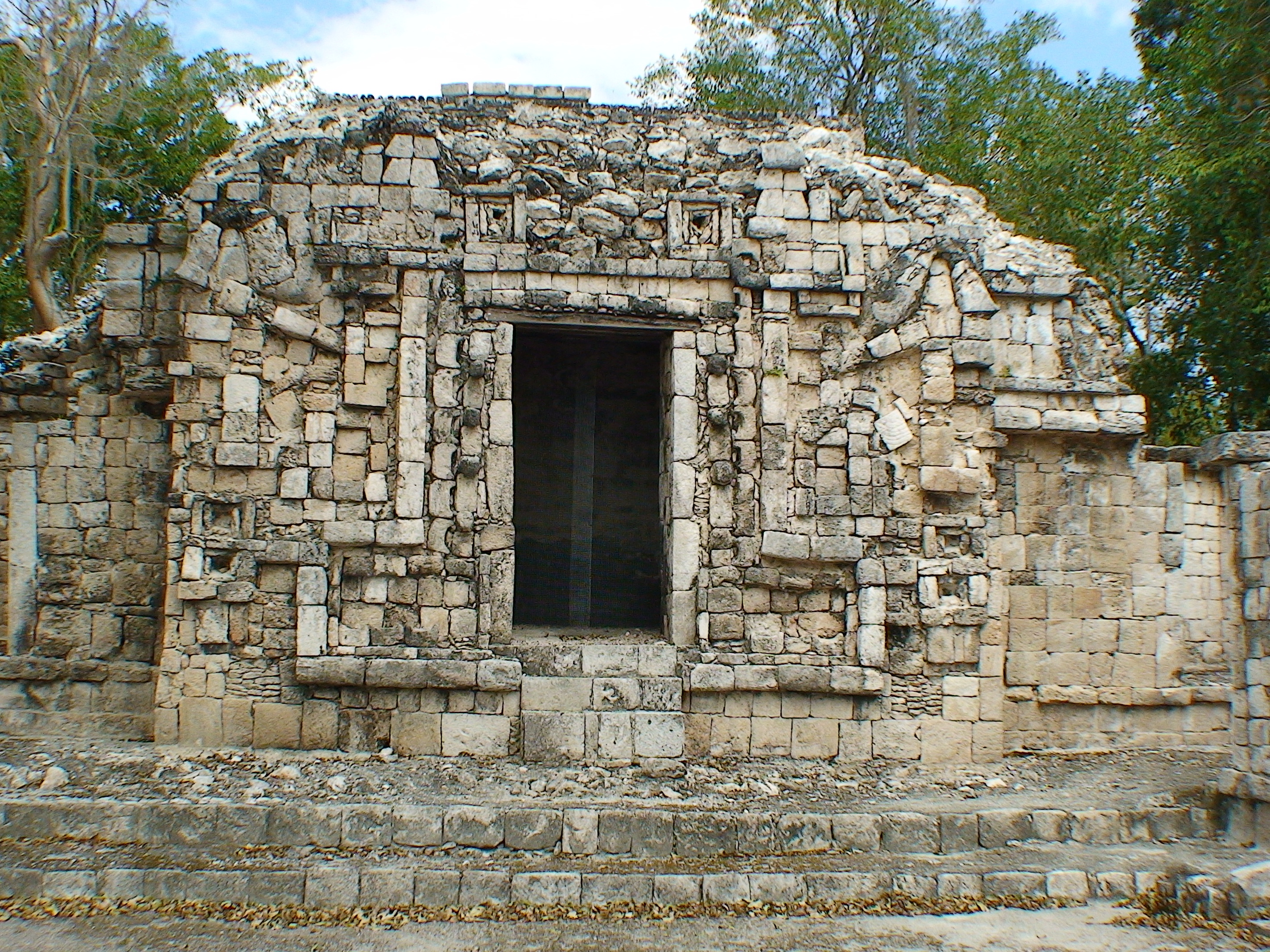
Schlangenmauleingang

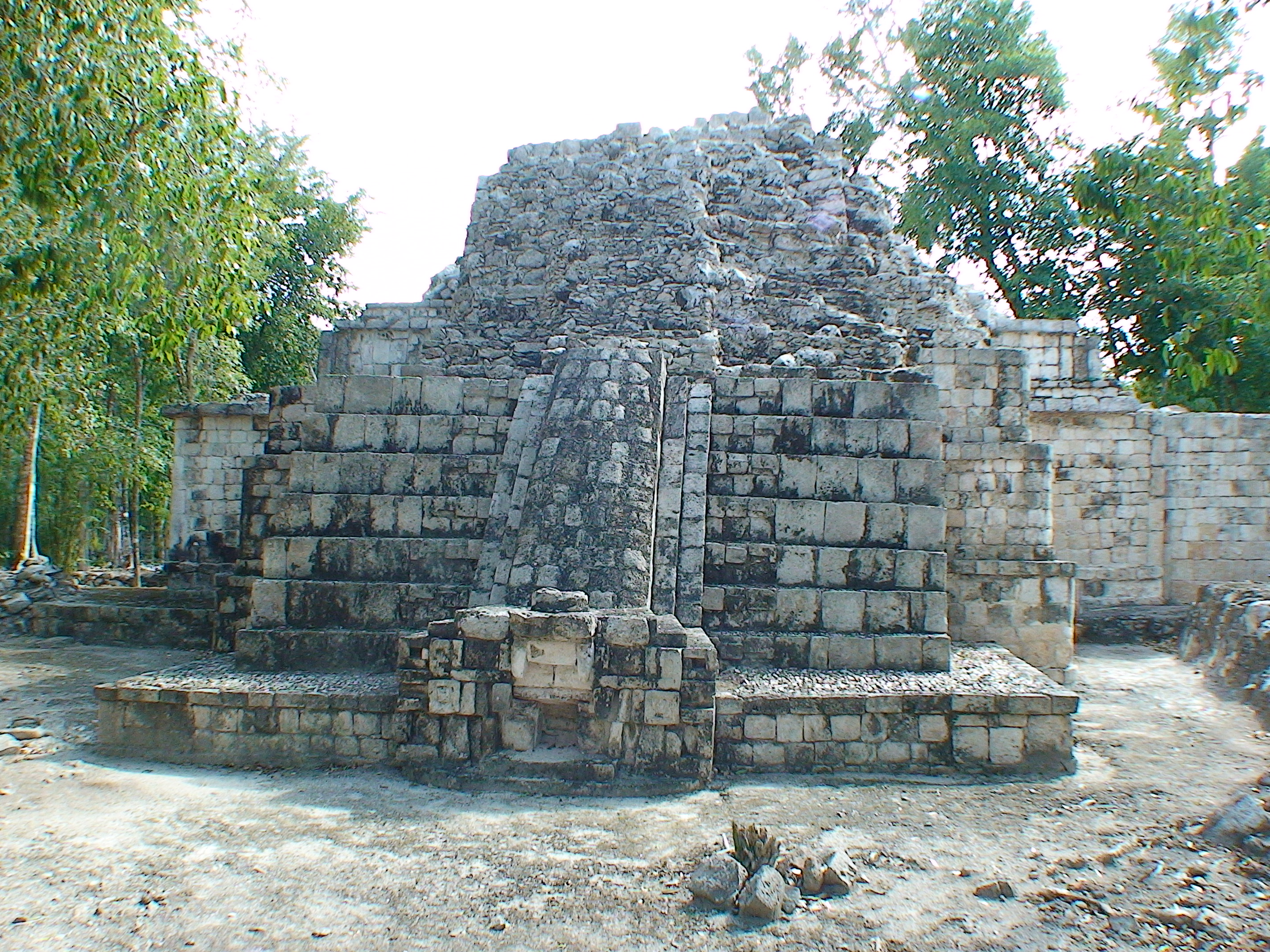
Treppe auf der Rückseite des Schlangemauleingang-Gebäudes

Das Schlangenmaulportal ziert die Fassade eines kleinen Raumes, der seitlich in einer längeren, meist verstürzten Reihe von Räumen gelegen ist. Der Raum springt aus der Reihe der Räume mehr als einen halben Meter vor und erzeugt damit den für den Chenes-Stil typischen Eindruck einzelner Bauten. Der eigentliche Eingang ist ungewöhnlich schmal und liegt drei Stufen über dem Boden. Die sonst meist anzutreffende Plattform vor dem Eingang, die das vorgeschobene Unterkiefer darstellt, fehlt hier.
An dem Gebäude wurden mehrere Umbauten vorgenommen, die auch ein Licht auf ähnliche Strukturen in den anderen Hofkomplexen von Santa Rosa Xtampak werfen können. Nach der Fertigstellung des Gebäudes wurde auf der Rückseite eine Treppe angesetzt, die auf das Dach des Raumes hinaufführt. Dort wurde wahrscheinlich ein kleiner Raum errichtet oder zumindest geplant. Um das Dach für diesen zusätzlichen Raum zu stabilisieren, wurde die Rückwand bis beinahe zur Hälfte des Gewölbes mit einem Mauerkern verstärkt, der an der Vorderseite mit Stuck verkleidet wurde. Von der Rückseite führt eine in ihrem unteren Teil rekonstruierte Treppe zu dem oberen Raum. Außergewöhnlich ist, dass die Treppe in ihrer Mitte eine zentrale Treppenwange besitzt, die als Schwanz oder Hinterleib des Reptils gestaltet ist, und die ihrerseits in einem kleinen Schlangenrachen endet.
Von dem zu beiden Seiten anschließenden Gebäude sind nur kleine Reste erhalten. Über einem dreigliedrigen Sockel folgt eine, soweit erkennbar, glatte untere Wandfläche. Das mittlere Gesims ist dreigliedrig, in dem vertieften mittleren Band finden sich Gruppen von drei niedrigen Säulchen. Auf der oberen Wandfläche sind ebenfalls Gruppen von drei Säulchen zwischen glatten Wandflächen anzutreffen, die stärker an Formen im Puuc-Mosaikstil erinnern. Das obere Gesims entspricht dem mittleren plus der vorkragenden Steinreihe als oberem Abschluss.

### Das rote Haus

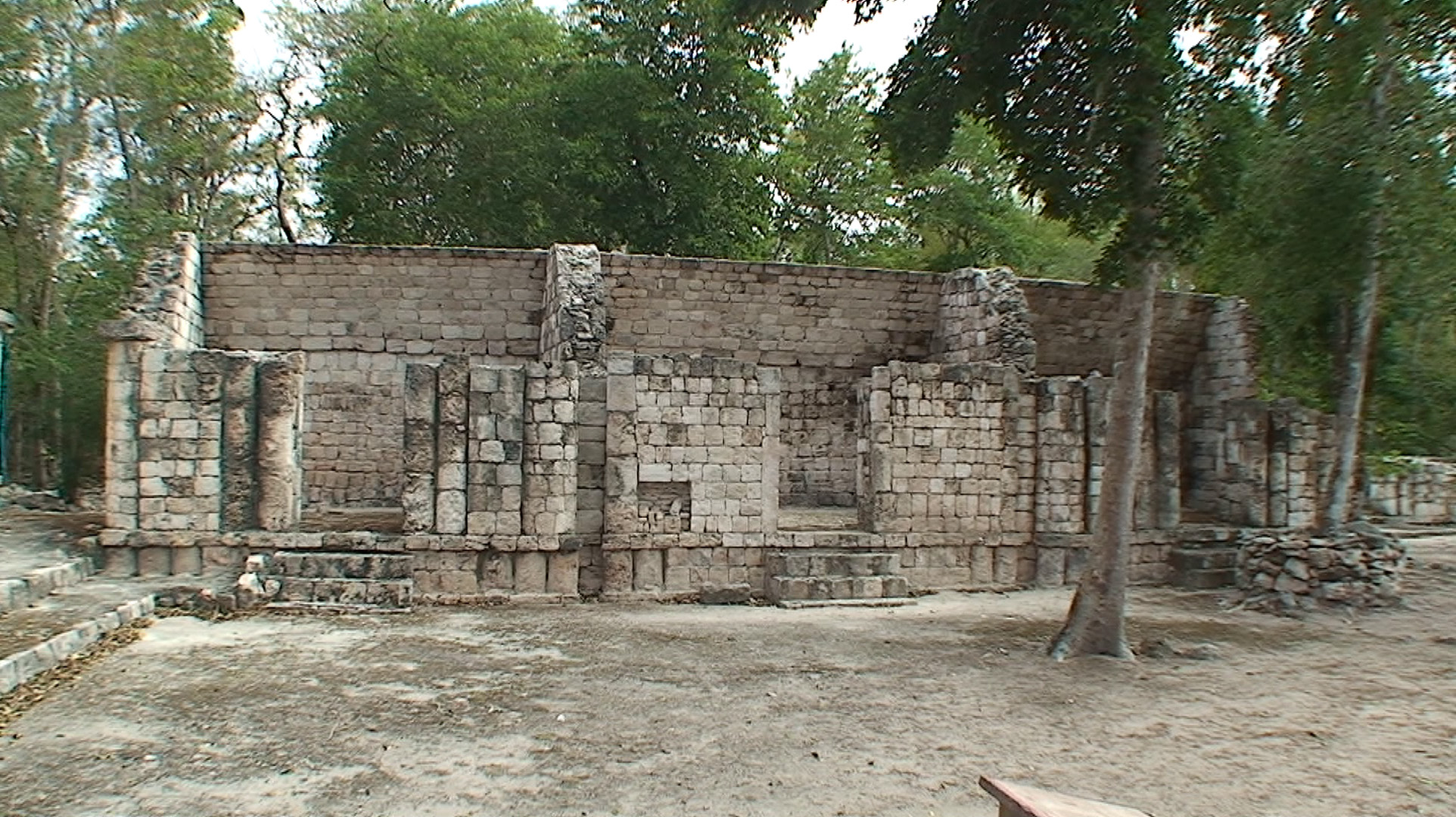
Das Rote Haus

Dicht bei dem Gebäude des Schlangenmaulportals stehen zwei dreiräumige Bauten, die bemerkenswert gut erhalten sind. Teoberto Maler nannte das vordere der beiden Gebäude das „Rote Haus“ wegen Spuren einer entsprechenden Bemalung. Es besteht aus drei Räumen in einer Reihe. Die Fassade entspricht der, die am Palast und im Cuartel zu sehen ist. Die Ecken bestehen aus einer dicken Säule. Die untere Wandfläche weist (auf der erhaltenen südlichen Schmalseite) in der Mitte der Wand ein Bündel von zwei schmalen Säulen auf. Ganz dicht, nur durch einen Zwischenraum von weniger als einem Meter getrennt, liegt das L-förmige Gebäude, das sich in der oberen Fassade vom Roten Haus durch das Fehlen eines eigentlichen mittleren Gesimses unterscheidet. Stattdessen neigt sich die, in der Art eines Gesimses vorspringende obere Wandfläche, leicht nach innen, schließt oben aber mit einem dreigliedrigen Gesims der traditionellen Form ab. Dies ist eine im Puuc-Stil eher unübliche Form, die im frühen Puuc sehr geläufig ist.

### Das Gebäude mit dem doppelten Schlangenmaul-Durchgang

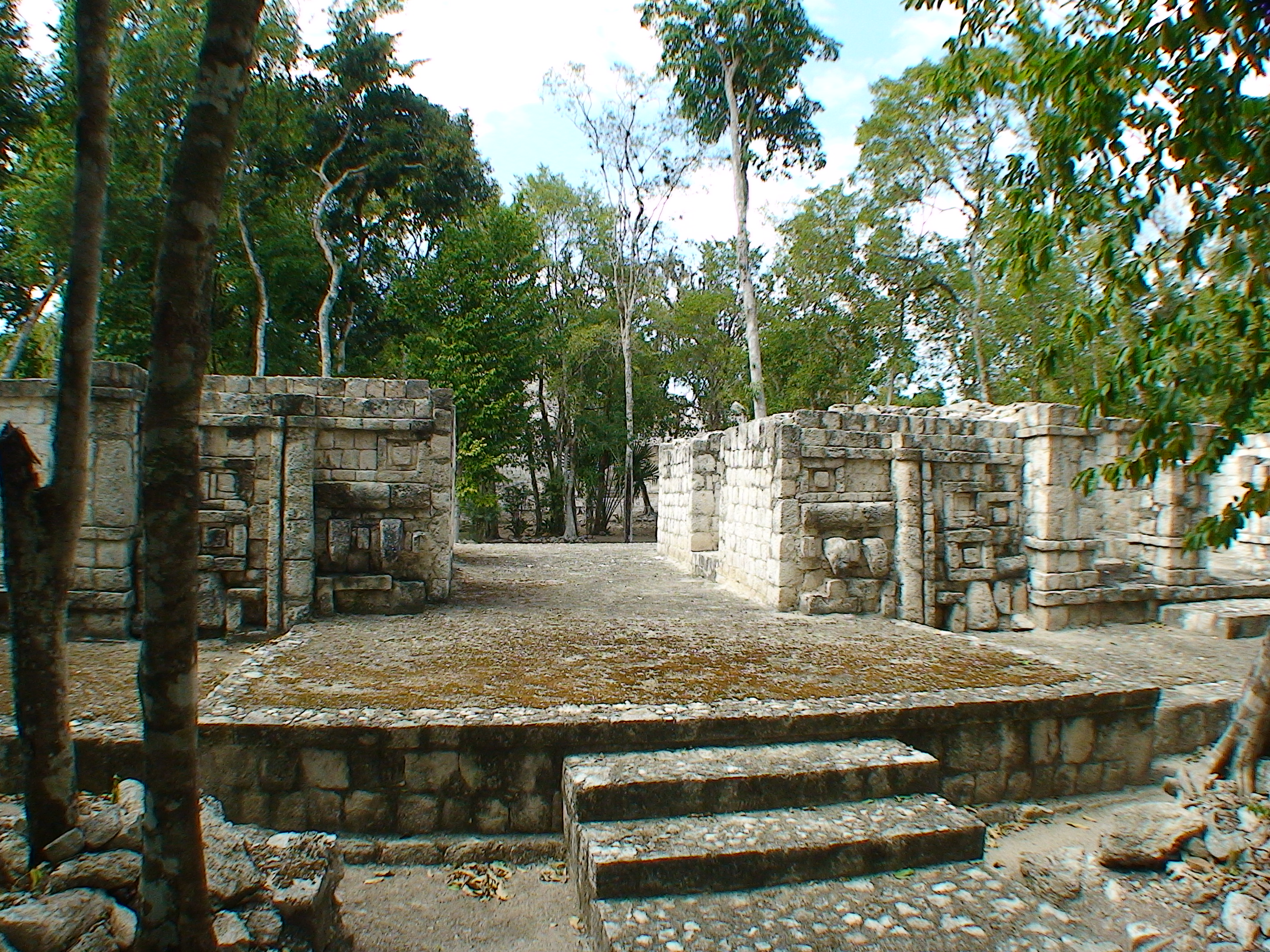
Westliches Portal des Schlangenmauldurchganges

Südlich des Roten Hauses schließt ein einfacher gehaltenes Gebäude mit vier Räumen an. Abgesetzt von diesem liegt beinahe gegenüber der Monumentaltreppe des Palastes ein in seiner Art einmaliges Gebäude. Es besteht aus zwei Flügeln zu beiden Seiten eines Durchganges. In dem Durchgang führen Eingänge in zwei, zu dem Durchgang parallele Räume. Anschließend liegen nördlich und südlich des Durchganges zwei doppelte Räume, die sich nach Osten und Westen hin mit einem Portal mit zwei Mauerpfeilern öffnen. Bemerkenswert ist jedoch besonders der Fassadenschmuck des Durchganges, der an beiden Seiten ein großes, heute trotz Rekonstruktion nur in den untersten Teilen sichtbares Schlangenmaul-Portal zeigt. Ob und wie dieses Portal nach oben hin geschlossen war, ist aus dem gegenwärtigen Baubefund nicht zu erkennen.

### Das Cuartel

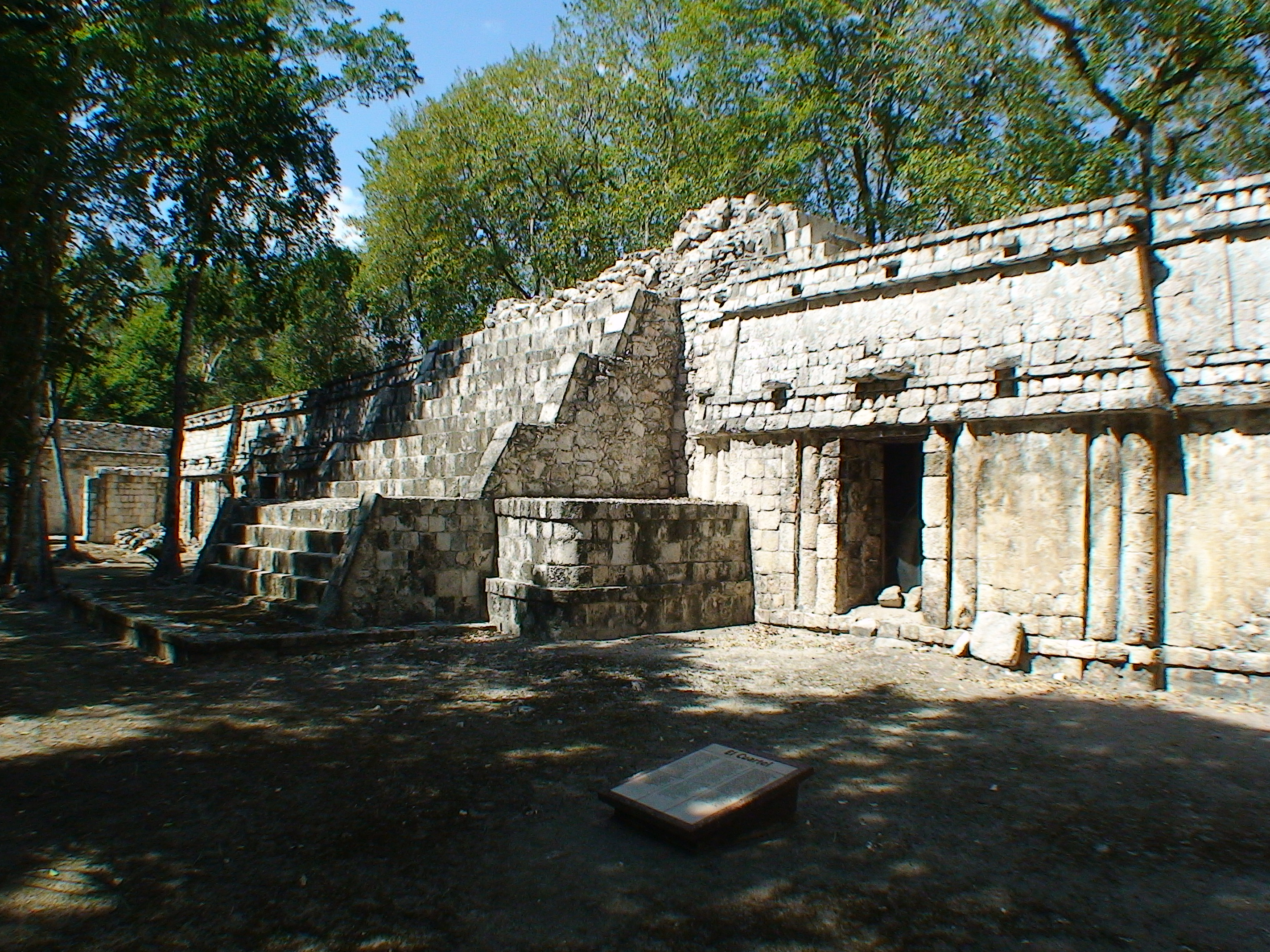
Cuartel: Nördliches Gebäude

Mit diesem irreführenden Namen (deutsch: die Kaserne) wird ein großes Viereck von lang gestreckten Bauten bezeichnet, die einen Hof von ungefähr 50 m Seitenlänge einrahmen. Im Jahre 2010 war das nördliche Gebäude vollständig, die beiden an der West- und Südseite zum großen Teil restauriert.

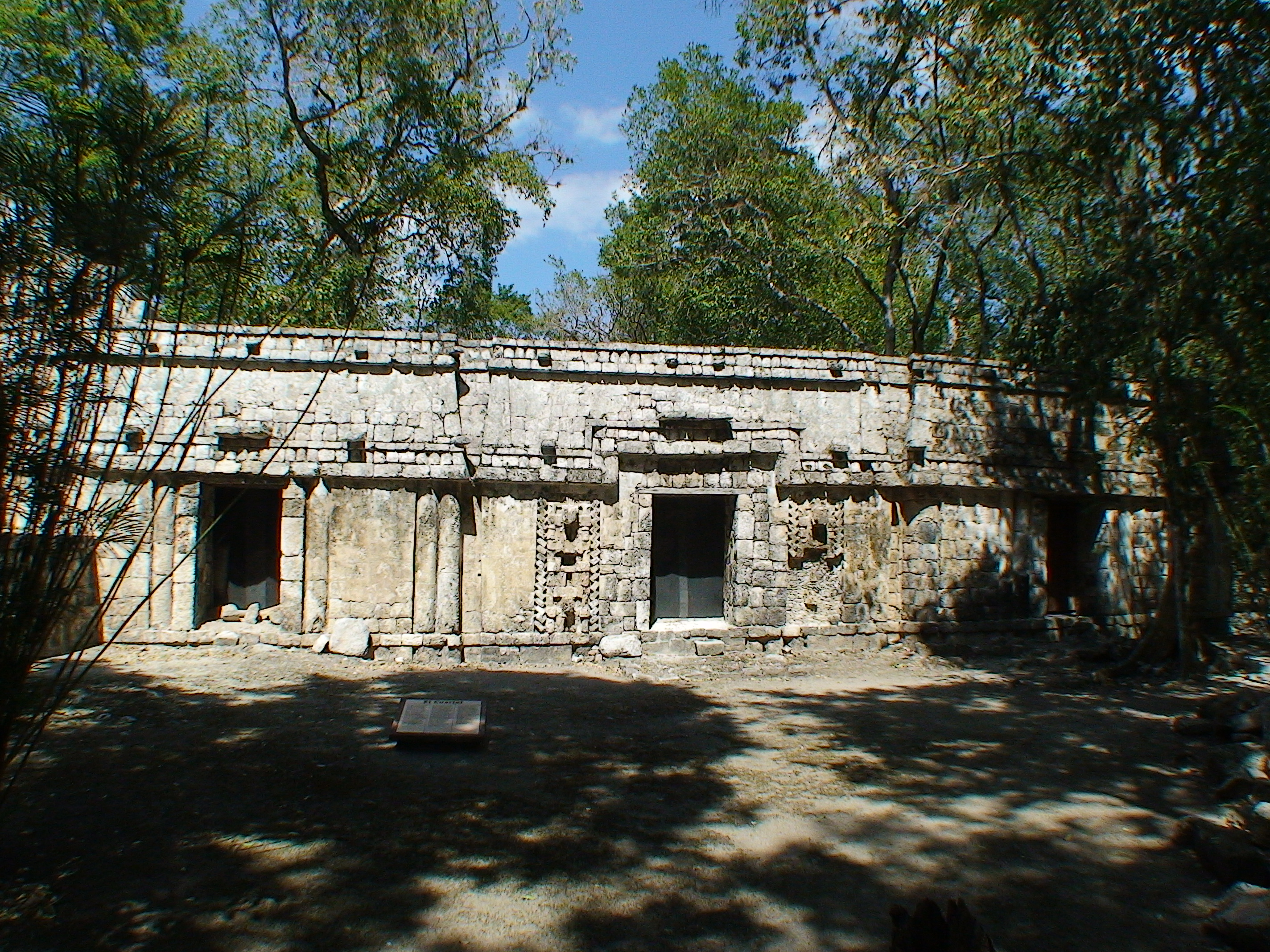
Cuartel: Nördliches Gebäude, Fassade des östlichen Flügels

Gut erhalten ist nur der nördliche Teil. Er besteht aus zweimal drei Räumen, die östlich und westlich einer kleinen Pyramide liegen, zu der vom Hof und dem tieferliegenden umgebenden Gelände eine Treppe hinaufführt. Diese Pyramide könnte später über einem ursprünglich an dieser Stelle vorhandenen Durchgang erbaut worden sein. Von dem auf der Spitze der kleinen Pyramide gelegenen kleinen Gebäude sind nur minimale Reste erhalten.
Die Fassade der beiden gleich gestalteten Gebäudeflügel folgt genau dem Chenes-Stil. Der mittlere Raum springt etwas zurück, wodurch der typische Eindruck nebeneinanderstehender einzelner Häuser entsteht. Dieser Eindruck wird bewusst noch verstärkt durch eine schmale Nische zwischen den zu jedem der drei Räume gehörenden Fassaden. Diese Nische verbreitert sich in der oberen Wandfläche, als ob sich dort die nach innen geneigten Wandflächen zweier Häuser gegenüberständen. Die Fassade selbst vereinigte Elemente des frühen Puuc und des Chenes-Stils: ein zweigliederiger, glatter Sockel, eine untere Wandfläche, die im Wesentlichen glatt ist, nur zu beiden Seiten der seitlichen Türen und an den Ecken Säulen aufweist. Die Ecken sind hierbei unterschiedlich gestaltet: entweder eine dicke Säule oder ein Paar normal dicker Säulen. Das mittlere Gesims ist dreigliedrig, mit einem wenig vorspringenden, schrägen unteren Band, einer darüberliegenden, ebenfalls schrägen Reihe, in der lange glatte Flächen mit Gruppen von drei niedrigen Säulchen abwechseln und ein niedriges oberes Band, aus dem immer wieder Steinplatten als Träger von nicht mehr erhaltenen Figuren herausragen. Dieses mittlere Gesims springt über dem zentralen Eingang um die eigene Höhe nach oben und bildet somit einen Rahmen, der den mittleren Eingang hervorhebt. Dasselbe bewirken auch zwei Felder zu beiden Seiten der Tür, die mit einer dreifachen Kaskade von Masken gefüllt sind, die von einem Zick-Zack-Band eingefasst werden. Das obere Gesims gleicht dem mittleren, nur dass nach oben hin die üblichen, weit nach außen vorspringenden, schrägen Abschlusssteine gesetzt wurden.

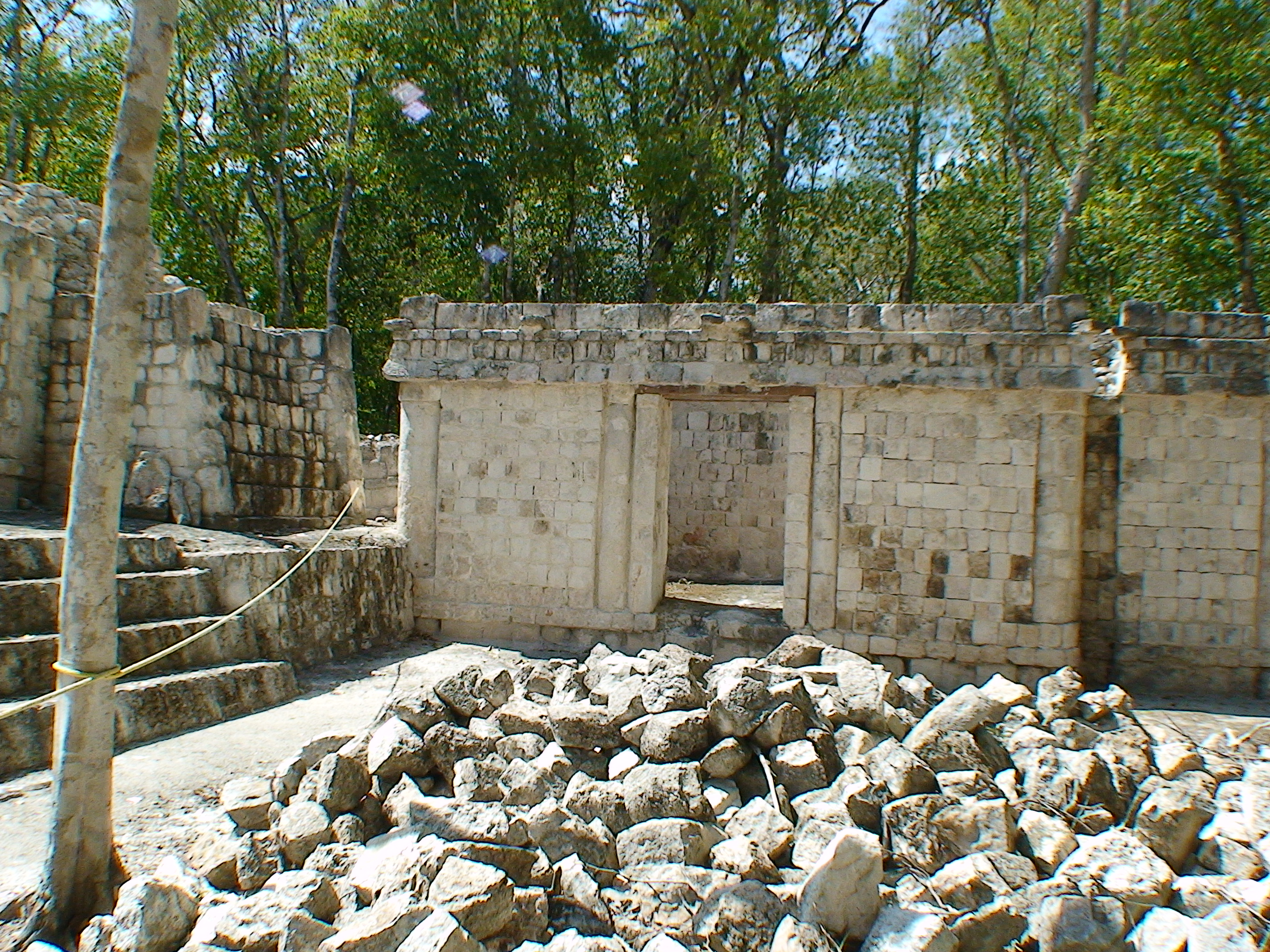
Cuartel, Südwestecke

Die Gliederung des westlichen Gebäudes entsprach der des nördlichen Flügels mit jeweils drei Räumen zu beiden Seiten der kleinen Pyramide mit ihrer (hier nicht restaurierten) Treppe. Das Gebäude bestand nur aus einer Reihe von Räumen. Eigenartig ist hier die Lösung der Ecke am Übergang zum nördlichen Gebäude durch ein in die Ecke gesetztes, nur durch den benachbarten Raum zugängliches Zimmerchen. Zwischen dem westlichen und dem südlichen Gebäude bestand ein schmaler Durchgang.
Das südliche Gebäude bestand aus einer doppelten Reihe von Räumen, an den Ecken bestanden kleine Tempelchen, zu denen unbesteigbar steile Treppen hinaufführten. In der Mitte befindet sich, anders als bei den beiden oben beschriebenen Flügeln, ein Durchgang.
Das östliche Gebäude wies zwei Reihen von Räumen auf und in der Mitte eine kleine Pyramide. Dieser Flügel war offensichtlich nicht direkt mit den anderen verbunden.

### Die Hauptpyramide

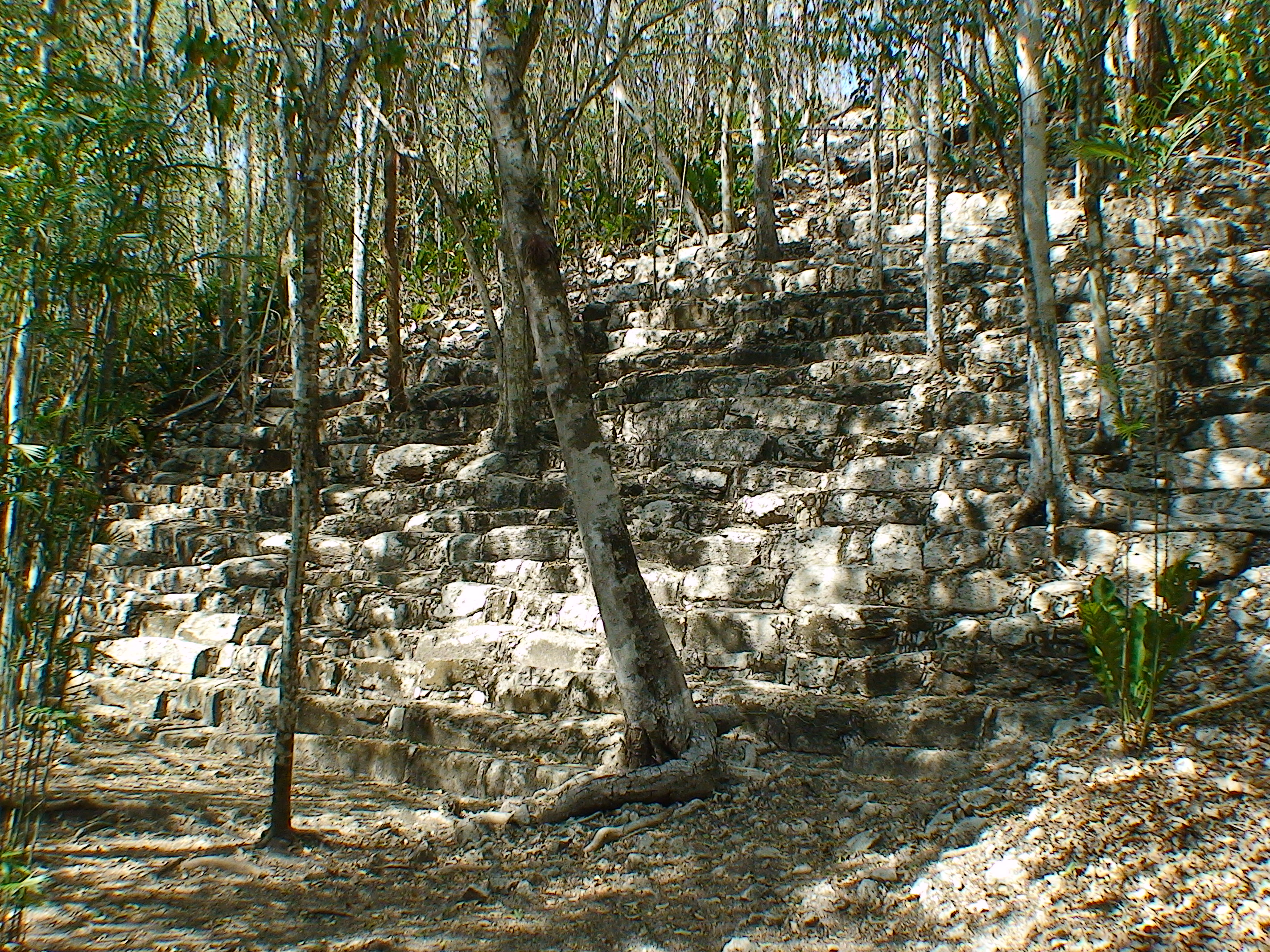
Monumentaltreppe der Hauptpyramide

Die ungefähr in der Mitte von Santa Rosa Xtampak liegende Hauptpyramide ist eigentlich ein länglicher Baukörper, der einen großen Hof im Norden abschließt. Vermutlich bestand die Hauptpyramide aus drei oder mehr dicht nebeneinanderliegenden und miteinander verschmolzenen Pyramiden. Zur mittleren führte eine in ihren unteren Teilen noch gut erhaltene, monumentale Treppe hinauf. Vor der Pyramide standen eine Anzahl von Stelen.

### Die Südwestgruppe

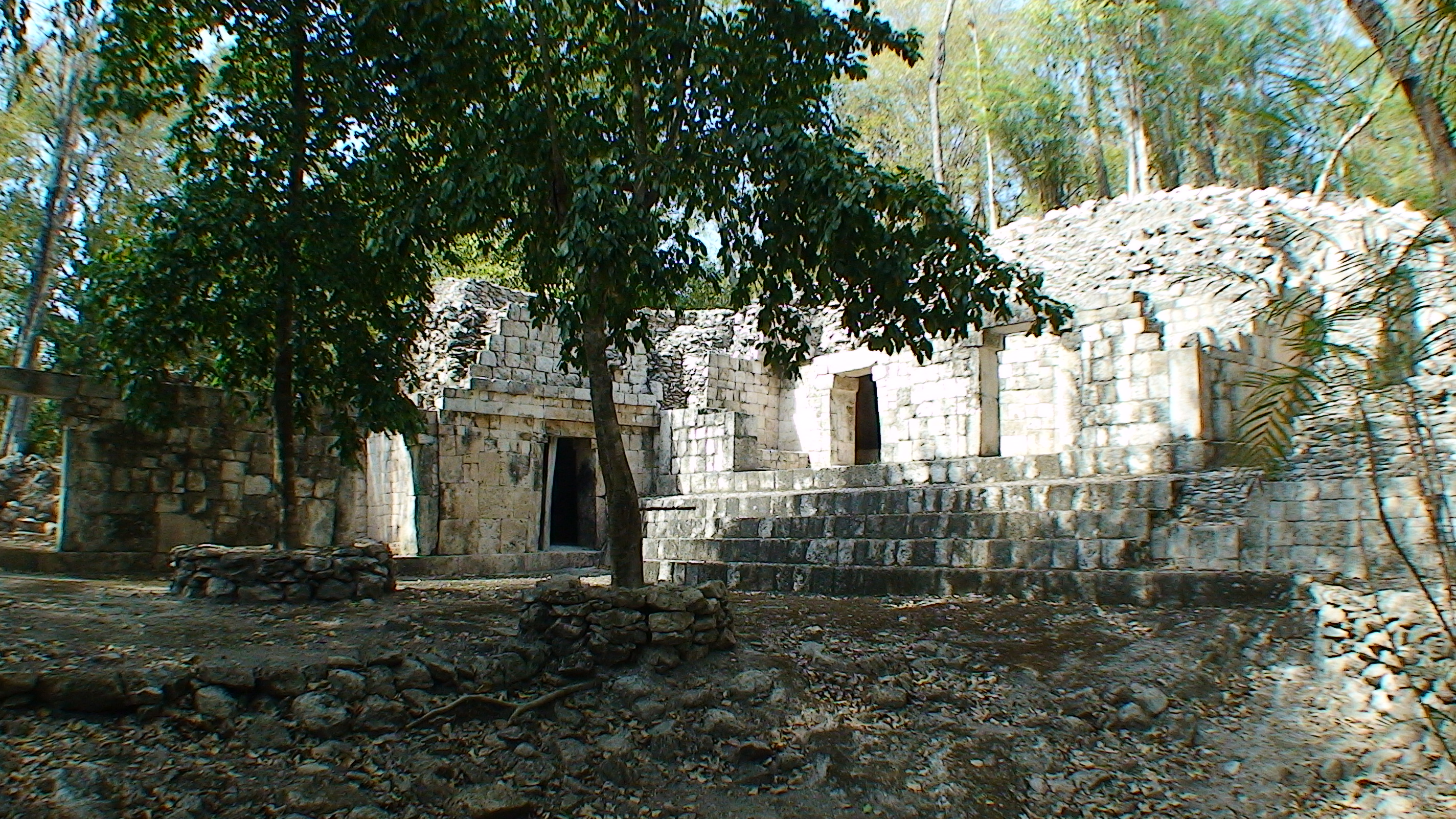
Südwestgruppe

Die Gruppe liegt etwas mehr als einhundert Meter südwestlich des Palastes am Beginn des Abhanges. Erhalten und teilweise restauriert sind ein L-förmiges Gebäude mit vermutlich elf Räumen, die teilweise extrem weit gespannt sind. In einem der Räume ist ein Rest von Bemalung an einem Deckstein vorhanden. Am südlichen Gebäudeflügel ist die Fassade teilweise original erhalten. Dort ist ein mittleres Gesims aus drei glatt gestalteten Gliedern zu sehen und über dem Eingang zum am nächsten zur Ecke liegenden Raum herausstehende Steine an der oberen Wandfläche, die vielleicht eine große Stuckmaske getragen haben. Die Türeingänge haben kleine Kapitelle an den aus gut geschnittenen Steinen gemauerten Türpfosten. Mauertechnik und Dekor stimmen weitgehend mit dem Proto-Puuc-Stil überein. Zwischen zwei Räumen des nördlichen Flügels führt eine, ursprünglich vielleicht überwölbte Treppe, auf ein höheres Niveau.

### Das Südost-Viereck

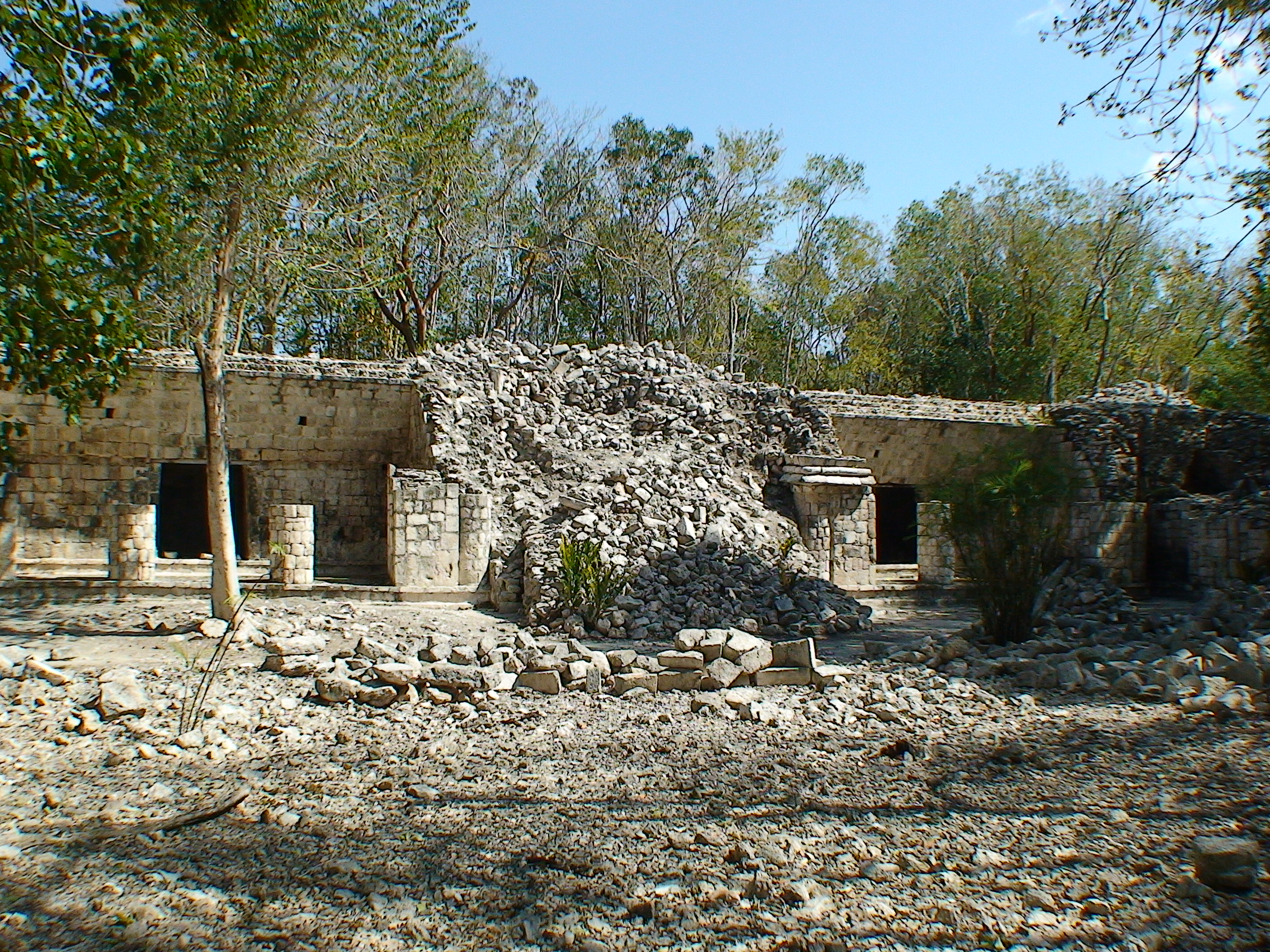
Ostgebäude des Südost-Vierecks

Das Viereck liegt am südöstlichen Rand des Zentrums von Santa Rosa Xtampak. Es besteht aus vier langen Gebäuden mit einer oder zwei Reihen von Räumen um einen quadratischen Hof. Auf allen Seiten, außer der westlichen, befindet sich in der Mitte der Raumreihe ein erhöhter Teil mit vorgelagerter Treppe. Von den Bauten auf dem erhöhten Teil sind keine erkennbaren Spuren mehr erhalten. Auch die unteren Gebäudeteile sind teilweise stark zerstört und deshalb schwer zu rekonstruieren. Insgesamt ist das Südost-Viereck strukturell dem Cuartel sehr ähnlich.
Der östliche Bauteil besteht aus je zwei hintereinander liegenden Räumen zu beiden Seiten einer breiten Treppe auf einem erhöhten Bauteil. Die äußeren Eingänge waren durch zwei Säulen in drei Öffnungen gegliedert, wobei die des südlichen Einganges teilweise später zugemauert worden waren. Bemerkenswert ist die Verbindung mit dem südlichen Bauteil. Ursprünglich war zwischen den beiden Bauteilen ein schmaler, gewundener Durchgang, der später mit einem über eine Ecke gehenden Gewölbe gedeckt wurde, zu welchem Zweck zusätzlich Seitenwände eingezogen wurden. Ob dieser Durchgang blind in einem schmalen Raum endete oder nach draußen führte, ist ohne Ausgrabung nicht feststellbar. Die Fassade zeigt an den Ecken dicke Ecksäulen, der Sockel und das mittlere Gesims weisen drei sehr mächtige Glieder auf, nämlich um ein gerundetes, wulstartiges mittleres Element, ein weit nach unten und außen vorspringendes unteres und ein weniger stark geböschtes oberes Element.
Die Räume des südlichen Bauteils öffnen sich teilweise nach außen, teilweise in die (an der Südostecke überdeckte) Außenecken. Die Anordnung der Räume ist unübersichtlich. Fest steht, dass sich unter dem erhöhten Mittelteil mindestens ein von der Seite zugänglicher kleiner Innenraum befunden hat.
Der nördliche Bauteil ist ähnlich angelegt, auch hier sind einige der Räume von außerhalb des Vierecks zu betreten gewesen. Zwischen diesem Bauteil und dem östlichen befand sich ein ähnlich gewundener Durchgang wie an der Südostecke. Ein noch stehender Teil der Außenfassade lässt das mittlere und obere Gesims aus einem extrem weit vorspringenden unteren Band und einem ebenfalls sehr großen glatten Band darüber erkennen.
Das westliche Gebäude, das aus nur einer einzigen Reihe von Räumen bestand, war direkt an das südliche angeschlossen. Es bestand aus zwei getrennten Teilen, ließ also in der Mitte einen Durchgang offen. Auch hier hatte ein kleiner seitlicher Raum einen Zugang von außerhalb des Vierecks, unmittelbar neben der offenen nordwestlichen Ecke, die heute als Zugang zu dem Viereck dient. Die Fassade ist gleich der des Nordgebäudes, nur ist hier auch der Sockel, der aus einer von zwei schmalen Bändern eingefassten Säulchenreihe besteht, zu erkennen. Aus der oberen Wandfläche ragen einige große Steinplatten heraus, die einmal Figuren aus Stein oder Stuck getragen haben dürften.

## Monumente

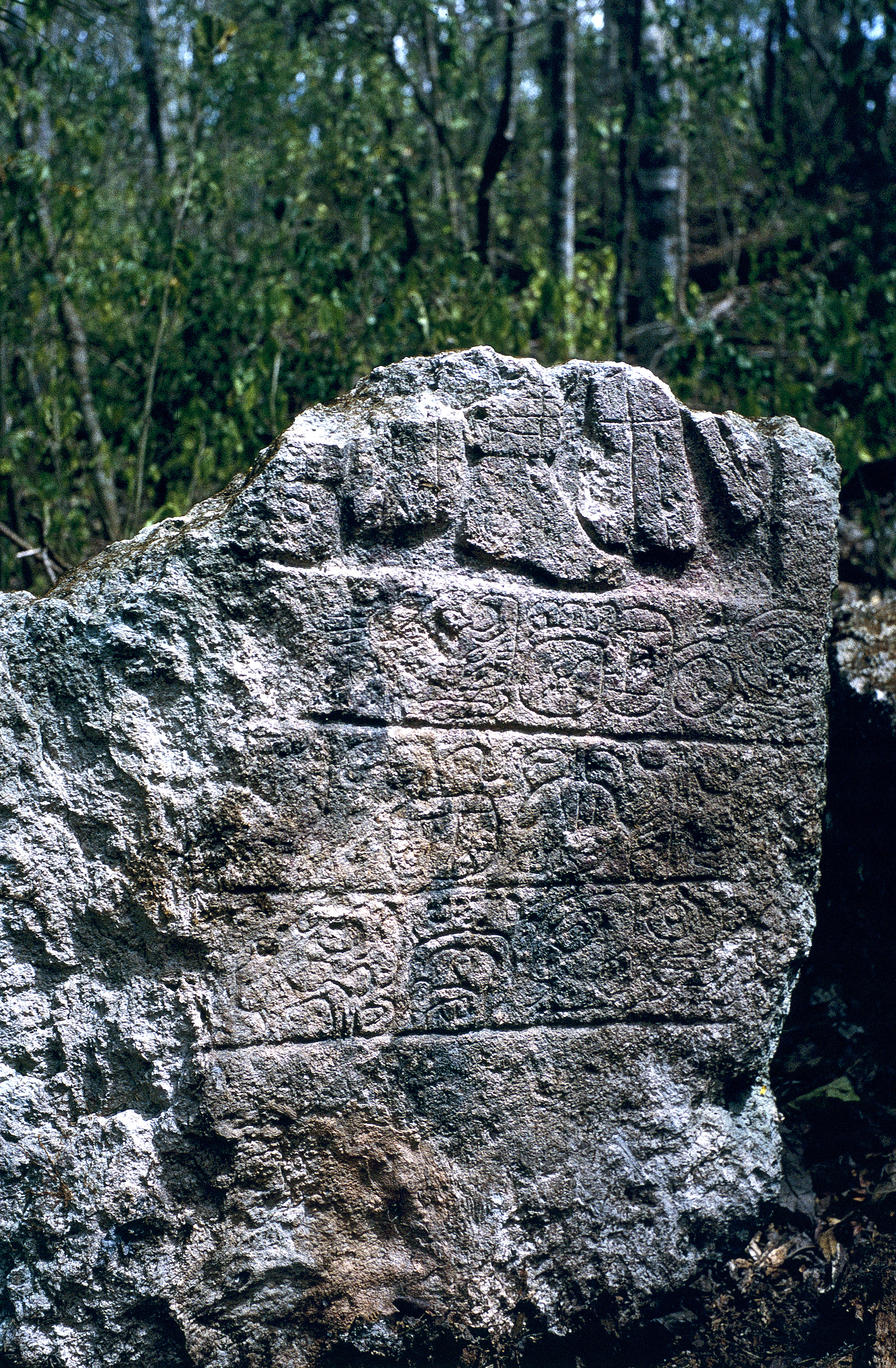
Unteres Bruchstück der Stele 2 von Sta. Rosa Xtampak

Sta. Rosa Xtampak ist einer der wenigen Orte im Puuc-Gebiet und seiner Randzone, der eine größere Zahl lesbarer Hieroglypheninschriften mit präzisen Daten aufweist:
| Monument           | Datum (jul. Kalender) | Lange Rechnung |
| Stele 5            | 25.12.646             | 9.10.19?.2?.3  |
| Stele 7            | 29.04.751             | 9.15.19.17.14  |
| Gewölbedeckstein 3 | 02.10.791             | 9.18.1.0.0     |
| Stele 8            | 01.03.830             | 10.0.0.0.0     |
| Gewölbedeckstein 1 | 13.8.869              | 10.2.1.0.0     |
| Stele 3            | 03.08.871             | 10.2.2.0.0     |
| Stele 1            | 30.4.889              | 10.3.0.0.0     |
| Stele 6            | 30.4.889              | 10.3.0.0.0     |
| Stele 4            | 5.1.911               | 10.4.2.0.0     |
| Gewölbedeckstein 2 | 19.6.948              | 10.6.0.0.0     |
| Stele 2            | ?                     | ?              |

Die Stelen befanden sich im Hof südlich der großen Pyramide, die Gewölbedecksteine stammen aus dem Palast. Lediglich die Stelen 5 und 7 geben das Datum in der Langen Zählung, die übrigen sind verkürzte Angaben.